# Prefettura di Ogou
La prefettura di Ogou è una prefettura del Togo situato nella regione degli Altopiani con 226.308 abitanti al censimento 2010. Il capoluogo è la città di Atakpamé.